# Mato Jajalo
Mato Jajalo, né le 25 mai 1988 à Jajce en Bosnie-Herzégovine, est un footballeur international bosnien qui évolue au poste de milieu défensif au Venezia FC.

## Biographie
Sélectionné en 2014 avec la Croatie pour deux matchs amicaux, il opte pour la Bosnie-Herzégovine et est appelé en octobre pour deux matchs de qualifications pour la Coupe du monde 2018.

## Palmarès
- Vainqueur de la Supercoupe de Croatie en 2014 avec le HNK Rijeka.